# Лагониси
Лагониси (грч. Λαγονήσι) је приморско насељено место у општини Ситонија у периферији Средишња Македонија, Грчка. Према попису из 2021. године било је 5 становника.
Насеље је подигнуто седамдесетих година и први пут се помиње на попису из 1981. године без становника.